# Jens Arup Seip
Jens Lauritz Arup Seip (11. oktober 1905 i Bolsøy – 5. september 1992) var en norsk historiker.
Seip var uddannet middelalderhistoriker, men markerede sig stærkest som Norges fremmeste fortolker af norsk politisk historie i 1800-tallet, hvor han er særlig kendt i den norske historiske videnskab for at have skabt begrebet "embedsmandsstaten". Seip figurerede blandt de 16 der blev inkluderet i "Den norske litterære kanon" fra 1900 til 1960 og blandt 20 forfattere (nr. 2) i en kåring af fagbogsforfattere udført af Dagbladet i 2008. Seip var æresdoktor ved Universitetet i Bergen fra 1975.

## Biografi
Seip blev student i 1924 og cand. phil. i 1931. Han blev Dr. phil. i 1945 med afhandlingen Sættargjerden i Tunsberg og kirkens jurisdiktion (1942). Fra 1936 til 1941 var Seip adjunktstipendiat ved Universitetet i Oslo. Fra 1941 til 1946 var han arkivar i det norske rigsarkiv. I 1946 blev Seip docent i historie og var professor i historie, særlig politisk idéhistorie, ved Universitetet i Oslo 1952–1975. Han var konsulent ved Nobelinstituttet 1946–1958. Fra 1956 til 1966 var Seip formand i den norske historikerforening. 12. marts 1964 blev han optaget som udenlandsk medlem af Det kongelige danske Selskab for Fædrelandets Historie.
Jens Arup Seip var gift med Anne-Lise Seip.

## Historiesyn
Som middelalderhistoriker markerede Seip sig som kritiker af ensidige marxistiske teorier som anså kongemagten som et redskab for overklassens interesser, den såkaldte teorien om redskabskongedømmet.
Seips syn på politik var at det var et substansløst magtspil. Politiske synspunkter skulle afsløres således at den bagvedliggende magtkamp kom til syne. Seips fokus var at lede efter såkaldte vikarierende motiver. Disse motiver var de motiver man fremstod med udadtil, mens individuelle egoistiske motiver var de egentlige motiver. Eftersom vikarierende motiver sjældent tålte dagens lys, blev det historikernes opgave at afdække dem for eftertiden. Dette syn gør at hans historiesyn er blevet karakteriseret som kynisk. Dette perspektiv er det fremherskende i Utsikt over Norges historie, den ikke-fuldførte serie om norsk politisk historie efter 1814.
Francis Sejersted har klassificeret Seips historiesyn som satirisk i henhold til Hayden Whites kendte litterære klassifikationskema. Filosoffen Hans Skjervheim har omtalt Seips syn som mistankens hermeneutik. På grund af magtens uundgåelige korrumpering vil historiske hændelsesforløb ikke få en «happy ending» ifølge Seip.

## Historiefortællertraditionen
Etter 2. verdenskrig (1949) blev det et opgør med de store historiefortællertraditioner indenfor hvilke de store norgeshistorier var skrevet. Seip kritiserede den engelske historiker Arnold Toynbee (1889-1975), men kritiserede samtidig den norske traditionen med Ernst Sars: Udsigt (1873-91), P.A.Munch: Det Norske Folks historie (1852) og Halvdan Koht: På leit etter liner i historia (1953). Kritikken gik på de metafysiske undertoner i fortællingerne og den teleologi de byggede på. Francis Sejersted omtaler opgøret med Toynbee som «..(et angrep som) lykkedes opp til et punkt».

## «Fra embedsmannsstat til ettpartistat»
14. september 1963 holdt han foredraget Fra embedsmannsstat til ettpartistat i Det Norske Studentersamfund, og inddelte i det den norske historie fra 1814 i tre deler:
- Embedsmandsstaten fra 1814 til 1884
- Flerpartistaten fra 1884 til 1940
- Etpartistaten (Arbeiderpartiet) efter 1945. Friheden var i følge Seip indskrænket i en bureaukratisk etpartistat.

Seip henviste i foredraget til at det var gået 100 år siden Sars havde fremlagt sin historiske syntese, og 50 år siden Koht havde præsenteret sin. I modsætning til socialdemokratiske historikere som Sverre Steen så Seip Einar Gerhardsens socialdemokrati som en pervertering af "det frie Norge".
Den syntese han fremlagde i dette foredrag, skulle danne grundlaget for Utsikt over Norges historie, et historieværk som han planlagde skulle strække sig over fire bind. Kun to af bindene blev en realitet, i 1975 og 1981. Høj alder og svækkede kræfter hindrede ham i at fuldføre arbejdet med de øvrige bind. Indledningskapitlet til det tredje bind, skrevet i 1985, blev publiceret i Nytt Norsk Tidsskrift i 1994.

## Striden om prøvelsesretten
Seip hævdede i en artikel om prøvelsesretten i norsk historie at da embedsmændene mistede magten over regeringen i 1884, fortsatte de kampen mod Venstre-staten ved at udvikle en juridisk lære om at Højesteret havde ret til at overprøve om Stortingets lovvedtagelser var i henhold til den norske grundlov En samlet juridisk stand tog til genmæle og hævdede at prøvelsesretten fulgte af almindelig juridisk teori. Den norske jurist Torstein Eckhoff hævdede at prøvelsesretten blev brugt i varierende grad (fra 1841), men konkluderede med at ".. selv om dommene om prøvelsesretten hører til dem som har vakt størst politisk interesse, er de neppe blant dem som har hatt størst sammfunnsmessig betydning. . Den norske sociolog og idéhistoriker Rune Slagstad fremhævede at norske jurister havde drøftet prøvelsesretten allerede i 1850'erne og 1860'erne.

## Teorien om det opinionstyrede enevælde
I dansk historisk sammenhæng er Seip mest kendt for sin afhandling om  Teorien om det opinionsstyrte enevelde. Han fremlagde her sin tese om at teorien om at opinionen var en styrende og regulerende faktor i enevældet var den fremherskende i anden halvdel af 1700-tallet i Danmark-Norge. I løbet af 1700-tallet, sagde Seip, var synet på kongemagten ændret fra den traditionelle gudsgivne magt til en kontraktpolitik, til dels under indflydelse af Montesquieu formidlet igennem bl.a. Jens Schielderup Sneedorffs og Andreas Schyttes værker. Blandt mange af datidens skribenter anså man kongens regeringsautoritet som overgivet af folket ved en konsensus, derfor var det i kongens interesse at efterleve folkets ønsker, og således var den offentlige debat en af hovedfaktorerne i god regeringsførelse. Teorien florerede blandt datidens skribenter, men blev også bifaldet af mange af kongemagtens embedsmænd i 1780'erne og i starten af 1790'erne, såsom f.eks. Christian Colbiørnsen og A.P. Bernstorff.

## Udvalgt bibliografi
- Fra embetsmannsstat til ettpartistat og andre essays Universitetsforlaget (1963)
- Utsikt over Norges historie; bind 1: tidsrommet 1814 – ca. 1860 Gyldendal norsk forlag (1974)
- Utsikt over Norges historie; bind 2: tidsrommet 1850 – 1884 Gyldendal norsk forlag (1981)
- Fra embedsmannsstat til ettpartistat og andre essays (1974)
- Dyd og nødvendighet: Høyres historie gjennom hundre år 1880–1980 (1980)
- Et regime foran undergangen Forlagt av Johan Grundt Tanum 1945; Gyldendals fakkelbøker 1965, Pax forlag 1960
- Politisk ideologi. Tre lærestykker Universitetsforlaget(1988); ISBN 82-00-07086-7
- Problemer og metoder i historieforskningen  Gyldendal norsk forlag(1983); ISBN 82-05-14285-8
- Sættargjerden i Tunsberg og kirkens jurisdiksjon 1942
- Tanke og handling i norsk historie Gyldendal 1968